# Langeland
Langeland Dánia egyik szigete, Lollandtól nyugatra, Fyntől, Ærø-tól és Tåsinge-től keletre a Nagy-Bælt déli részén. Kiterjedése észak-déli irányban 52 km, kelet-nyugati irányban 11 km, területe 284 km². Lakossága 13 881 fő (2006. január 1.). Langeland községhez tartozik, legnagyobb települése a nyugati parton fekvő Rudkøbing.
A sziget Fyn felől a 9-es számú főúton keresztül hídon közelíthető meg, Lollanddal komp köti össze.